# 破風山
破風山（はふさん）は山梨県山梨市と埼玉県秩父市の境にある標高2,318 mの山で、奥秩父の山域の主脈上の一峰。別名、破不山。
山名については、別途解説する。

## 概要
木賊山と雁坂嶺の間、東西に長い山稜の両端に東破風・西破風と呼ばれるピークがあり、標高が高い西破風が破風山の山頂とされて二等三角点が設置されている。
破風山単独で登山をする人は少なく奥秩父の主峰を縦走する過程で通過するのが一般的で、雁坂峠から甲武信ヶ岳に向かう途中、あるいはその反対に向かう途中で必ず通過することになる。
1916年、東京帝国大学の学生4名と友人である市立深川小学校の教師1名の合わせて5名が奥秩父の主峰を縦走しようとして甲武信ヶ岳に向かう途中で道を誤って破風山中で遭難、学生1名は奇跡の生還を果たしたものの、他の4名は遺体で発見されている（奥秩父集団遭難事故）。

## 山名について
「破風山」の山名は、山梨市や甲州市方面から見える東西のピークが和風建築の屋根に付けられた破風に似ていることに由来していると考えられている。
ところが、破風山の山頂にある三角点の名称は「破不山」であり、国土地理院の地図でも長い間この山の名前を「破不山」として記載されていた。
伝えられるところでは、明治時代に陸地測量部が隣の木賊山の山頂に三角点を設置した際に、謝って本来は破風山の山頂に設置する筈の三角点を設置してしまった。そのため、破風山に三角点を設置する際に敢えて「破不山」という別字を記した三角点を設置したのだという。このため、現在に至るまで、木賊山の山頂には「破風」、破風山の山頂には「破不山」の三角点が設置された状態になっており、それは国土地理院の「基準点成果等閲覧サービス」でも検索が可能である。
こうした事情から、現地においても破風山と破不山を区別して、本項の破風山を「破不山」と表記していた時期があった。1916年の奥秩父集団遭難事故（前述）の生存者の証言によれば、雁坂峠への道を諦めて甲武信ヶ岳方面へショートカットをする道を求めた際に、現地の住民から破風山に向かうように勧められ、合わせて破風山の近くに破不山があることも注意されている。ところが、彼らが破風山＝木賊山に向かっているつもりが、実は破不山＝破風山を登ってしまったために地理感覚をおかしくしてしまったことが遭難の一因であったと推測されている。事故発生後に犠牲となった4名を追悼するために編纂された追悼文集『山の犠牲』において、生存者を含めた事故関係者は一貫して遭難の地である破風山を「破不山」と呼称し続け、何よりも副題に「秩父破不山の遭難」と付けられている。その後、1923年に地元の山岳団体「山梨山谷跋渉会」の創立10周年の事業の一環として、同会の田村九萬治（九岳）が新海榮治・名取忠愛（名取は当時の甲府市長、新海も後に同市長を務める）を寄付を受けて破風山山頂に記念の小石柱を立てているが、そこには「海抜七六四八尺 破不山」と刻まれている。
現在の国土地理院の「電子国土Web」では「破風山」と表記が行われているが、古い地図やガイドブックの中には「破風山」表記と「破不山」表記が混在しているのが実情である。